# Azerbejdżan na Zimowych Igrzyskach Olimpijskich 2006
Azerbejdżan na Zimowych Igrzyskach Olimpijskich 2006 reprezentowało dwoje zawodników. Chorążym reprezentacji był Igor Łukanin.

## Łyżwiarstwo figurowe

### Łyżwiarstwo figurowe
Pary taneczne
- Kristin Fraser / Igor Łukanin - zajęli 19. miejsce